# 屏边厚壳树
屏边厚壳树（学名：Ehretia pingbianensis）为紫草科厚壳树属下的一个种。

## 扩展阅读
- 維基物種上的相關：屏边厚壳树